# Марцел Ратник
Марцел Ратник (словен. Marcel Ratnik, нар. 23 грудня 2003) — словенський футболіст, захисник клубу «Олімпія» (Любляна).
Виступав, зокрема, за клуб «Олімпія» (Любляна), а також національну збірну Словенії.
Чемпіон Словенії. Володар Кубка Словенії.

## Клубна кар'єра
Народився 23 грудня 2003 року. Вихованець юнацьких команд футбольних клубів «Мура 05», «Мура», «Марибор», «Олімпія» (Любляна).
У дорослому футболі дебютував 2021 року виступами за команду «Олімпія» (Любляна), кольори якої захищає й донині.

## Виступи за збірні
У 2017 році дебютував у складі юнацької збірної Словенії (U-15), загалом на юнацькому рівні взяв участь у 36 іграх, відзначившись 4 забитими голами.
З 2022 року залучається до складу молодіжної збірної Словенії. На молодіжному рівні зіграв в 11 офіційних матчах.
У 2024 році дебютував в офіційних матчах у складі національної збірної Словенії.
| Дата      | Місто       | Господарі | Результат | Гості    | Турнір           | Голи | Примітки |
| --------- | ----------- | --------- | --------- | -------- | ---------------- | ---- | -------- |
| 20-1-2024 | Сан-Антоніо | США       | 0 – 1     | Словенія | товариський матч | -    | 88'      |
| Усього    |             | Матчів    | 1         |          | Голів            | 0    |          |

## Титули і досягнення
- Чемпіон Словенії (2):

«Олімпія» (Любляна): 2022-2023, 2024-2025
- Володар Кубка Словенії (1):

«Олімпія» (Любляна): 2022-2023